# Church of Our Lady of the Assumption and St Meddan

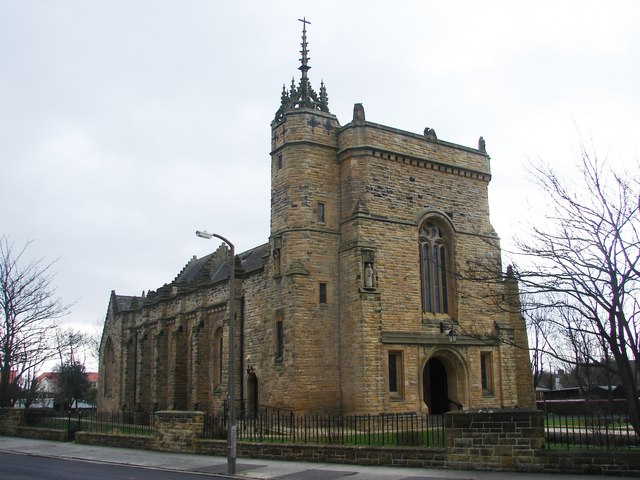
Church of Our Lady of the Assumption and St Meddan

Die Church of Our Lady of the Assumption and St Meddan ist ein römisch-katholisches Kirchengebäude in der schottischen Stadt Troon in der Council Area South Ayrshire. 1971 wurde das Bauwerk in die schottischen Denkmallisten in der höchsten Denkmalkategorie A aufgenommen. Die Kirche ist noch als solche in Verwendung.

## Geschichte
Zur Finanzierung des Gebäudes wurden Gelder verwendet, die der Katholik John Patrick Crichton-Stuart, 3. Marquess of Bute der Gemeinde mit seinem Ableben vermachte. Mit der Planung wurde der damals noch junge schottische Architekt Reginald Fairlie beauftragt. Im Jahre 1911 wurde das Gebäude fertiggestellt. Drei Jahre später wurde noch eine Erweiterung hinzugefügt.

## Beschreibung
Die Church of Our Lady of the Assumption and St Meddan gilt als eines der besten Werke Fairlies und zählt zu den bedeutendsten Bauwerken der späten Neogotik in Schottland. Das Kirchengebäude befindet sich an der Kreuzung zwischen St. Meddans Street und Cessnock Road. Das Mauerwerk besteht aus grob zu unregelmäßigen Quadern behauenem cremefarbenen und bossierten Sandstein. An der nordwestexponierten Frontseite erhebt sich ein gedrungen wirkender dreistöckiger Turm. Dieser weist einen länglichen Grundriss auf und nimmt annähernd die gesamte Breite des Langhauses ein. Das mittige Eingangsportal ist mit Rundbogen mit profilierter Laibung gestaltet. Darüber befindet sich ein Maßwerk aus vier schlanken Rundbogenfenstern. Strebepfeiler gliedern die fünf Achsen weiten Seitenfassaden. Die Apsis tritt an der Südostseite halboktogonal hervor. Das Gebäude schließt mit einem schiefergedeckten Satteldach.